# Kuranakhita
La kuranakhita és un mineral de la classe dels òxids. Rep el nom de la seva localitat tipus, el dipòsit d'or de Kuranakh, a Rússia.

## Característiques
La kuranakhita és un òxid de fórmula química PbMn4+Te6+O₆. Cristal·litza en el sistema ortoròmbic. La seva duresa a l'escala de Mohs es troba entre 4 i 5.
Segons la classificació de Nickel-Strunz, la kuranakhita pertany a «04.DM - Minerals òxids amb proporció metall:oxigen = 1:2 i similars, amb cations grans (+- mida mitja); sense classificar» juntament amb els següents minerals: rankamaïta, sosedkoïta, cesplumtantita i eyselita.

## Formació i jaciments
Va ser descoberta al dipòsit d'or de Kuranakh, a la localitat d'Aldan, a Sakhà (Districte Federal de l'Extrem Orient, Rússia). També ha estat descrita a la República Popular de la Xina, al Canadà, a Mèxic i als estats nord-americans de Califòrnia i Utah.